# Тринадцать привидений
Тринадцать привидений (англ. Thirteen Ghosts) — американо-канадский фильм ужасов 2001 года режиссёра Стива Бека, ремейк фильма 1960 года. Премьера фильма состоялась 23 октября 2001 года.

## Сюжет
Сайрус Критикос является миллионером с весьма странным хобби — он коллекционирует привидений. Используя своего помощника-медиума Дэнниса Рафкина, он запирает их в стеклянных клетках и содержит в своём доме. В ходе поимки очередного привидения Сайрус был убит. Однако дом с привидениями не остаётся без хозяина, он переходит по наследству его племяннику Артуру, чей дом был сожжён пожаром, в котором он лишился жены. Таким образом, Артур вместе с двумя оставшимися детьми Кэти и Бобби, а также чернокожей домработницей Мэгги переезжают в дом покойного Сайруса. Дом оказывается полностью сделанным из стекла и с прозрачными стенами. В дом под видом электрика пробирается Дэннис Рафкин в поисках денег, которые ему был должен Сайрус, однако его быстро разоблачают. Тогда он решает поведать семейству о странностях их нового жилища. Он сообщает о находящихся в подвале привидениях, которых можно видеть только через специальные очки. Привидения заточены в стеклянные клетки, на стенках которых выгравированы арамейские заклинания, удерживающие привидений взаперти. Однако вскоре все выходы из дома блокируются, и хитроумный механизм начинает по одному выпускать привидений из заточения.
Первым погибает разрубленный набором передвижных дверей адвокат Мосс, запустивший процесс освобождения призраков. Между Артуром и Дэннисом начинается спор по поводу происходящего в доме, и после этого герои разделяются: Артур идёт с Кэти, а Мэгги объединяется с Дэннисом. По мере продвижения по дому герои сталкиваются со всё новыми призраками. Бобби, идущий отдельно от остальных героев, встречает на своём пути несколько призраков и таинственно исчезает. Кэти, через некоторое время после пропажи брата, на глазах Артура, подвергается атаке одного из самых опасных призраков — «Шакала». «Шакал» утаскивает Кэти в тупик и начинает наносить ей своими когтями раны на лице, плечах и шее. Кроме того, своими когтями «Шакал» разрывает майку Кэти, оставляя ее в бюстгальтере и порванной одежде. Но подоспевший на выручку дочери Артур и появившаяся в доме освободитель призраков (как она сама себя называет) Калина Оретциа спасают девушку от призрака. Однако едва спасённая от «Шакала» Кэти тоже таинственно пропадает. Взрослые объединяются и приходят в библиотеку, где Калина объясняет, что дом — это машина, питаемая призраками, которая позволяет её пользователю видеть прошлое, настоящее и будущее. Единственный способ сломать машину — создать тринадцатого призрака. Дэннис говорит, что этим призраком должен стать сам Артур. Артур решает рискнуть, чтобы спасти своих пропавших детей.
Вместе с Дэннисом Артур спускается в подвал в поисках детей. На них нападают призраки «Молот» и «Джаггернаут», и Дэннис жертвует собой, спасая Артура. Далее Артур наталкивается на Сайруса, инсценировавшего свою смерть и заманившего Артура в дом. Калина оказывается сообщницей Сайруса, и выясняется, что Кэти и Бобби были похищены Сайрусом с целью обращения их отца в призрака, который активирует машину вопреки заявлениям Калины. Калина спорит с сообщником, и Сайрус убивает её, раздавив стеклянными дверями.
В главном зале Артур видит машину, в центре которой находятся его дети и все двенадцать призраков, вращающихся вокруг механизма. Мэгги тем временем удаётся сломать управление машиной, высвобождая призраков из-под её власти. Призраки хватают Сайруса и кидают его в механизм, убивая его. Появляется призрак погибшего Дэнниса и побуждает Артура броситься в центр распадающейся машины. Артур запрыгивает туда и спасает детей.
Выжившие герои выбираются из дома через дыру в стене, через ту же дыру сбегают и привидения.

## В ролях
| Актёр             | Роль                                             |
| ----------------- | ------------------------------------------------ |
| Тони Шалуб        | Артур Критикос                                   |
| Мэттью Лиллард    | медиум Дэннис Рафкин                             |
| Шеннон Элизабет   | Кэти Критикос                                    |
| Алек Робертс      | Бобби Критикос                                   |
| Ра Дигга          | Мэгги Бесс                                       |
| Дэвидц Эмбет      | освободитель призраков Калина Оретциа            |
| Ф. Мюррей Абрахам | Сайрус Критикос                                  |
| Джей Ар Борн      | адвокат Бен Мосс                                 |
| Михаэль Шпидель   | привидение Билли Майклз / Первенец               |
| Дэниэл Уэсли      | привидение Джимми «Игрок» Гамбино / Расчлененный |
| Лора Меннелл      | привидение Сьюзан Ле Гроу / Удавленная           |
| Кэтрин Андерсон   | привидение Джин Критикос / Увядшая любовница     |
| Крэйг Олейник     | привидение Ройс Клэйтон / Растерзанный Принц     |
| Шона Лойер        | привидение Дана Ньюмен / Разгневанная Принцесса  |
| Ксанта Рэдли      | привидение Изабелла Смит / Паломница             |
| Эрнст Харт        | привидение Гарольд Шелбёрн / Огромное Дитя       |
| Лори Сопер        | привидение Маргарет Шелбёрн / Ужасная Мать       |
| Херберт Данкансон | привидение Джордж Маркли / Молот                 |
| Шэйн Уайлер       | привидение Райан Кьюн / Шакал                    |
| Джон ДеСантис     | привидение Хорас «Ломщик» Махоуни / Разрушитель  |

## Привидения
Хотя в фильме не описывается прошлое призраков, на DVD в дополнительных материалах присутствует предыстория привидений.
| Номер | Имя                          | Оригинал                          | Внешность                                                                                              | Описание |
| ----- | ---------------------------- | --------------------------------- | --- | --- |
| 1     | Первенец                     | The First Born Son                | Мальчик в ковбойском костюме и индейским пером на голове с торчащей изо лба стрелой и с топором в руке | Юный Билли Майклз любил истории о ковбоях и индейцах. Однажды соседский мальчишка нашёл настоящий лук и стрелы у своих родителей в шкафу и вызвал Билли на игру-дуэль. Во время игры Билли был убит попавшей ему в затылок стрелой. |
| 2     | Расчленённый                 | The Torso                         | Человеческое туловище, передвигающееся на руках и замотанная в целлофан голова                         | Джимми «Игрок» Гамбино был заядлым игроком. После одной неудачной ставки Джимми оказался должен местному гангстеру большую сумму, но Гамбино не смог заплатить. Он попытался скрыться из города, но мафиози поймал его, разрубил на куски, замотал в целлофан и выбросил в океан. |
| 3     | Удавленная                   | The Bound Woman                   | Девушка в выпускном платье со связанными руками и с галстуком на шее и диадемой на голове              | Сьюзан Ле Гроу была самой популярной девушкой в школе — богатая, успешная, капитан группы поддержки. Девушке нравилось влюблять в себя парней, а потом бросать их, разбивая им сердца. Но когда перед самым выпускным балом её новый парень узнал, что она ему изменяет, он задушил Сьюзан галстуком и закопал тело на футбольном поле школы. |
| 4     | Увядшая любовница            | The Withered Lover                | Женщина с сильными ожогами в больничном халате и с капельницей                                         | Джин Критикос, жена Артура и мать Кэти и Бобби. Когда произошёл пожар в их доме, спасла своих детей из огня, но получила сильные ожоги, от которых умерла в больнице. |
| 5     | Растерзанный Принц           | The Torn Prince                   | Израненный молодой человек в кожаной куртке и с бейсбольной битой                                      | Ройс Клэйтон был талантливым игроком в бейсбол и звездой своей школы. Но во время уличной гонки машина Ройса разбилась из-за неисправных тормозов, которые были испорчены его соперником. |
| 6     | Разгневанная Принцесса       | The Angry Princess                | Обнажённая девушка с порезами на теле, носит с собой мясницкий нож.                                    | Дана Ньюмэн была нормальной девушкой, но все парни, с которыми она встречалась, критиковали её внешность. Девушка помешалась на достижении красоты, даже стала ассистенткой пластического хирурга, в качестве зарплаты получая новые пластические операции. Однажды пытаясь провести операцию самостоятельно, она лишилась одного глаза. После этого Дана покончила с собой, изрезав своё тело в ванне. Когда её нашли, то люди отметили, что и после смерти она была так же прекрасна, как при жизни. |
| 7     | Паломница                    | The Pilgrimess                    | Женщина в старом платье, закованная в колодки                                                          | Изабелла Смит была англичанкой, переехавшей в Америку в колониальные времена. Но в городке, где она поселилась, её считали чужой. А когда скот у крестьян начал необъяснимо умирать, местный священник обвинил Изабеллу в колдовстве. Горожане попытались сжечь женщину в сарае, но она каким-то образом спаслась. Тогда вместо быстрой смерти в огне её приговорили к медленной и мучительной смерти от голода. Изабеллу унижали, избивали камнями, оскорбляли и оплёвывали, пока она не умерла несколько недель спустя. |
| 8 и 9 | Огромное Дитя и Ужасная Мать | The Great Child & The Dire Mother | Огромный толстый мужчина в испачканном слюнявчике носит с собой топор и женщина-карлица, всегда вместе | Маргарет Шелбёрн была цирковой карлицей. Её изнасиловал другой живой «экспонат» цирка — очень высокий человек. В результате родился мальчик, которого мать назвала Гарольдом. Повзрослев, умственно отсталый Гарольд достиг веса в 136 килограммов. Однажды несколько цирковых уродов шутки ради похитили Маргарет. Сын обыскал весь цирк, но когда наконец нашёл виновных, то его мать уже задохнулась в мешке, в котором её прятали. В ярости Гарольд зарубил похитителей топором. Останки виновных он показывал за деньги богатым клиентам. Когда владелец цирка узнал про это, он призвал толпу разорвать убийцу на части.                                                                                |
| 10    | Молот                        | The Hammer                        | Чернокожий мужчина с торчащими по всему телу гвоздями и с кувалдой вместо левой руки                   | Джордж Маркли был кузнецом, которого несправедливо обвинили в краже. Его пытались заставить уехать из города, но он отказался. Банда во главе с его обвинителем линчевали жену и детей Джорджа и сожгли их тела. В ярости кузнец отомстил убийцам, забив их всех своей кувалдой. Тогда горожане подвергли его мучительной казни, постепенно забивая в его тело раскалённые железнодорожные костыли, а в завершении отсекли ему левую руку и в насмешку приладили туда молот. |
| 11    | Шакал                        | The Jackal                        | Мужчина в смирительной рубашке и с головой в клетке, длинными волосами и ногтями                       | Райан Кьюн был сыном проститутки. Повзрослев, он стал насиловать и убивать женщин. Мучаясь из-за вины, он сдался и попал в психушку. После того как он напал на медсестру, на него надели смирительную рубашку. Но это его не останавливало, Райан пытался прогрызть свои путы. Тогда больному на голову надели своеобразную клетку и заперли в подвале лечебницы. За долгие годы, проведённые в темноте подвала, психопат возненавидел всех людей, но вместе с тем и начал их бояться, сжимаясь в комок при всяком приближении к нему. Когда в клинике случился пожар, Кьюн предпочёл погибнуть в огне. |
| 12    | Разрушитель                  | The Juggernaut                    | Мужчина огромного роста в рваной рабочей одежде и с множеством пулевых ранений                         | Хорас «Ломщик» Махоуни уже в детстве был очень высоким. Из-за его слабоумия дети его избегали. Мать бросила сына после его рождения и его воспитанием занимался отец, которому Хорас помогал на автомобильной свалке ломать машины. После смерти отца парень оказался один. Он сошёл с ума от одиночества и стал подбирать женщин, голосующих на дороге, после чего привозил их на свалку и разрывал на части голыми руками. Останки он скармливал своим псам. Но однажды маньяк подобрал девушку-полицейского под прикрытием, в результате чего на свалку прибыл отряд полиции и спецназа. Когда он ранил двух полицейских, пытавшихся его задержать, по нему открыли шквальный огонь, изрешетив его пулями. |
| 13    | Разбитое сердце              | The Broken Heart                  | | Тринадцатым призраком должен был стать человек, сознательно пожертвовавший своей жизнью. Сайрус планировал сделать тринадцатым призраком своего племянника Артура. |